# HMS Winchester (L55)
«Вінчестер» (англ. HMS Winchester (L55) — військовий корабель, ескадрений міноносець «Адміралті» типу «W» Королівського військово-морського флоту Великої Британії за часів Першої та Другої світових війн.
«Вінчестер» був закладений 12 червня 1917 року на верфі компанії Scotts Shipbuilding and Engineering Company у Гріноку. 1 лютого 1918 року він був спущений на воду, а 29 квітня 1918 року увійшов до складу Королівських ВМС Великої Британії.

## Історія
10 травня 1940 року есмінці «Валентайн» та «Вінчестер» вирушили з Дувра до Дюнкерка, куди вони прибули пізніше того ж дня. Наступного дня британські есмінці «Валентайн», «Вінчестер» і французькі есмінці «Сіроко» і «Циклон» вийшли із Дюнкерка до Флашинга, супроводжуючи французьке транспортне судно Côte d'Argent (3047 GRT).
Після прибуття рано вдень «Валентайн» та «Вінчестер» забезпечували протиповітряний захист порому Брескенс-Флашинг до сутінків. Також есмінці прикривали в гирлі Шельди французькі транспорти Pavon (4128 брт) і Newhaven (1656 брт).
Корабель брав участь у бойових діях на морі в Першій та Другій світових війнах. У роки Другої світової переважно бився в Атлантиці, біля берегів Франції, Англії та Норвегії, супроводжував союзні конвої. За проявлену мужність та стійкість у боях відзначений трьома бойовими нагородами.